# Andrés Romero Samaniego
Andrés Romero, mit vollständigem Namen Andrés Antonio Romero Samaniego (* 11. Mai 1967 in Santiago de Chile) ist ein ehemaliger chilenischer Fußballspieler. Der Abwehrspieler gewann drei Mal die chilenische Meisterschaft und absolvierte sieben Länderspiele für Chile.

## Karriere

### Verein
Andrés Romero begann seine Karriere 1984 bei Universidad Católica und gewann in seiner Debütsaison die Meisterschaft 1984, absolvierte allerdings nur ein einziges Ligaspiel. Bei den Cruzados blieb der Verteidiger fast seine gesamte Karriere und gewann zwei weitere Meisterschaften und zwei Pokalsiege. Zum Abschluss seiner Karriere spielte Romero je noch eine Saison bei Audax Italiano und bei Unión Española.
Nach seiner aktiven Karriere wurde Romero Jugendtrainer bei seinem langjährigen Klub Universidad Católica. Im Mai 2012 übernahm er interimsweise das Traineramt der Profimannschaft.

### Nationalmannschaft
Andrés Romero debütierte im November 1990 beim Freundschaftsspiel gegen Brasilien. Er kam in weiteren Freundschaftsspielen zum Einsatz und wurde für die Copa América 1991 nominiert, absolvierte dort aber kein Spiel. Sein letztes Länderspiel absolvierte Romero somit im Juni 1991 beim Freundschaftsspiel gegen Ecuador. Insgesamt lief Romero in sieben Länderspielen für La Roja auf.

## Erfolge
Universidad Católica
- Chilenischer Meister: 1984, 1987, 1997-A
- Chilenischer Pokalsieger: 1991, 1995